# Eleições legislativas portuguesas de 1995 no distrito de Viana do Castelo
| Eleições legislativas portuguesas de 1995 Distritos: Aveiro \| Beja \| Braga \| Bragança \| Castelo Branco \| Coimbra \| Évora \| Faro \| Guarda \| Leiria \| Lisboa \| Portalegre \| Porto \| Santarém \| Setúbal \| Viana do Castelo \| Vila Real \| Viseu \| Açores \| Madeira \| Estrangeiro |

## Resultados por Concelho
Os resultados nos concelhos do Distrito de Viana do Castelo foram os seguintes:

### Arcos de Valdevez
| Partido                 | Partido                        | Votos  | %               | +/-   |
| ----------------------- | ------------------------------ | ------ | --------------- | ----- |
|                         | Partido Social Democrata       | 7 247  | 52,10 / 100,00  | 13,27 |
|                         | Partido Socialista             | 4 682  | 33,66 / 100,00  | 12,45 |
|                         | Partido Popular                | 1 083  | 7,79 / 100,00   | 2,05  |
|                         | Coligação Democrática Unitária | 306    | 2,20 / 100,00   | 0,02  |
|                         | Outros                         | 293    | 2,11 / 100,00   |       |
| Votos Inválidos         | Votos Inválidos                | 300    | 2,15 / 100,00   | 0,19  |
| Total                   | Total                          | 13 911 | 100,00 / 100,00 |       |
| Eleitorado/Participação | Eleitorado/Participação        | 26 393 | 52,71 / 100,00  | 1,07  |

### Caminha
| Partido                 | Partido                        | Votos  | %               | +/-   |
| ----------------------- | ------------------------------ | ------ | --------------- | ----- |
|                         | Partido Socialista             | 4 943  | 47,41 / 100,00  | 12,81 |
|                         | Partido Social Democrata       | 3 779  | 36,25 / 100,00  | 13,36 |
|                         | Partido Popular                | 760    | 7,29 / 100,00   | 3,44  |
|                         | Coligação Democrática Unitária | 540    | 5,18 / 100,00   | 0,05  |
|                         | Outros                         | 198    | 1,89 / 100,00   |       |
| Votos Inválidos         | Votos Inválidos                | 205    | 1,97 / 100,00   | 0,07  |
| Total                   | Total                          | 10 425 | 100,00 / 100,00 |       |
| Eleitorado/Participação | Eleitorado/Participação        | 14 543 | 71,68 / 100,00  | 1,49  |

### Melgaço
| Partido                 | Partido                        | Votos  | %               | +/-   |
| ----------------------- | ------------------------------ | ------ | --------------- | ----- |
|                         | Partido Socialista             | 2 880  | 48,89 / 100,00  | 16,97 |
|                         | Partido Social Democrata       | 2 382  | 40,43 / 100,00  | 15,52 |
|                         | Partido Popular                | 323    | 5,48 / 100,00   | 0,14  |
|                         | Coligação Democrática Unitária | 77     | 1,31 / 100,00   | 0,15  |
|                         | Outros                         | 101    | 1,73 / 100,00   |       |
| Votos Inválidos         | Votos Inválidos                | 128    | 2,18 / 100,00   | 0,27  |
| Total                   | Total                          | 5 891  | 100,00 / 100,00 |       |
| Eleitorado/Participação | Eleitorado/Participação        | 11 264 | 52,30 / 100,00  | 1,03  |

### Monção
| Partido                 | Partido                        | Votos  | %               | +/-   |
| ----------------------- | ------------------------------ | ------ | --------------- | ----- |
|                         | Partido Social Democrata       | 5 228  | 44,43 / 100,00  | 16,73 |
|                         | Partido Socialista             | 4 079  | 34,67 / 100,00  | 12,20 |
|                         | Partido Popular                | 1 831  | 15,56 / 100,00  | 6,30  |
|                         | Coligação Democrática Unitária | 237    | 2,01 / 100,00   | 0,03  |
|                         | Outros                         | 174    | 1,48 / 100,00   |       |
| Votos Inválidos         | Votos Inválidos                | 217    | 1,84 / 100,00   | 0,10  |
| Total                   | Total                          | 11 766 | 100,00 / 100,00 |       |
| Eleitorado/Participação | Eleitorado/Participação        | 20 524 | 57,33 / 100,00  | 0,66  |

### Paredes de Coura
| Partido                 | Partido                        | Votos | %               | +/-   |
| ----------------------- | ------------------------------ | ----- | --------------- | ----- |
|                         | Partido Socialista             | 2 738 | 50,20 / 100,00  | 20,63 |
|                         | Partido Social Democrata       | 2 044 | 37,48 / 100,00  | 17,91 |
|                         | Partido Popular                | 285   | 5,23 / 100,00   | 0,40  |
|                         | Coligação Democrática Unitária | 131   | 2,40 / 100,00   | 0,76  |
|                         | Outros                         | 138   | 2,54 / 100,00   |       |
| Votos Inválidos         | Votos Inválidos                | 118   | 2,17 / 100,00   | 0,05  |
| Total                   | Total                          | 5 454 | 100,00 / 100,00 |       |
| Eleitorado/Participação | Eleitorado/Participação        | 9 650 | 56,52 / 100,00  | 2,11  |

### Ponte da Barca
| Partido                 | Partido                        | Votos  | %               | +/-   |
| ----------------------- | ------------------------------ | ------ | --------------- | ----- |
|                         | Partido Social Democrata       | 3 987  | 51,17 / 100,00  | 13,02 |
|                         | Partido Socialista             | 3 028  | 38,87 / 100,00  | 12,22 |
|                         | Partido Popular                | 449    | 5,76 / 100,00   | 2,10  |
|                         | Coligação Democrática Unitária | 132    | 1,69 / 100,00   | 0,02  |
|                         | Outros                         | 83     | 1,07 / 100,00   |       |
| Votos Inválidos         | Votos Inválidos                | 112    | 1,43 / 100,00   | 0,26  |
| Total                   | Total                          | 7 791  | 100,00 / 100,00 |       |
| Eleitorado/Participação | Eleitorado/Participação        | 12 319 | 63,24 / 100,00  | 0,97  |

### Ponte de Lima
| Partido                 | Partido                        | Votos  | %               | +/-   |
| ----------------------- | ------------------------------ | ------ | --------------- | ----- |
|                         | Partido Social Democrata       | 12 580 | 48,93 / 100,00  | 15,02 |
|                         | Partido Socialista             | 6 724  | 26,16 / 100,00  | 10,32 |
|                         | Partido Popular                | 4 814  | 18,73 / 100,00  | 5,79  |
|                         | Coligação Democrática Unitária | 781    | 3,04 / 100,00   | 0,05  |
|                         | Outros                         | 335    | 1,29 / 100,00   |       |
| Votos Inválidos         | Votos Inválidos                | 474    | 1,85 / 100,00   | 0,35  |
| Total                   | Total                          | 25 708 | 100,00 / 100,00 |       |
| Eleitorado/Participação | Eleitorado/Participação        | 37 146 | 69,21 / 100,00  | 2,54  |

### Valença
| Partido                 | Partido                        | Votos  | %               | +/-   |
| ----------------------- | ------------------------------ | ------ | --------------- | ----- |
|                         | Partido Social Democrata       | 3 510  | 44,54 / 100,00  | 18,53 |
|                         | Partido Socialista             | 3 071  | 38,97 / 100,00  | 15,55 |
|                         | Partido Popular                | 849    | 10,77 / 100,00  | 4,63  |
|                         | Coligação Democrática Unitária | 161    | 2,04 / 100,00   | 0,02  |
|                         | Outros                         | 133    | 1,68 / 100,00   |       |
| Votos Inválidos         | Votos Inválidos                | 156    | 1,98 / 100,00   | 0,25  |
| Total                   | Total                          | 7 880  | 100,00 / 100,00 |       |
| Eleitorado/Participação | Eleitorado/Participação        | 12 313 | 64,00 / 100,00  | 2,22  |

### Viana do Castelo
| Partido                 | Partido                        | Votos  | %               | +/-   |
| ----------------------- | ------------------------------ | ------ | --------------- | ----- |
|                         | Partido Socialista             | 21 273 | 42,05 / 100,00  | 13,89 |
|                         | Partido Social Democrata       | 17 874 | 35,33 / 100,00  | 13,56 |
|                         | Partido Popular                | 5 443  | 10,76 / 100,00  | 4,36  |
|                         | Coligação Democrática Unitária | 4 123  | 8,15 / 100,00   | 1,25  |
|                         | Outros                         | 954    | 1,89 / 100,00   |       |
| Votos Inválidos         | Votos Inválidos                | 923    | 1,82 / 100,00   | 0,14  |
| Total                   | Total                          | 50 590 | 100,00 / 100,00 |       |
| Eleitorado/Participação | Eleitorado/Participação        | 73 099 | 69,21 / 100,00  | 0,47  |

### Vila Nova de Cerveira
| Partido                 | Partido                        | Votos | %               | +/-   |
| ----------------------- | ------------------------------ | ----- | --------------- | ----- |
|                         | Partido Socialista             | 2 665 | 47,15 / 100,00  | 16,37 |
|                         | Partido Social Democrata       | 2 297 | 40,64 / 100,00  | 16,80 |
|                         | Partido Popular                | 401   | 7,09 / 100,00   | 3,70  |
|                         | Coligação Democrática Unitária | 105   | 1,86 / 100,00   | 0,18  |
|                         | Outros                         | 93    | 1,64 / 100,00   |       |
| Votos Inválidos         | Votos Inválidos                | 91    | 1,61 / 100,00   | 0,27  |
| Total                   | Total                          | 5 652 | 100,00 / 100,00 |       |
| Eleitorado/Participação | Eleitorado/Participação        | 7 992 | 70,72 / 100,00  | 0,65  |